# مملكة جليقية
مملكة جليقية أو مملكة غاليسيا (بالجالكية:Reino de Galicia, or Galiza) كان كيان يقع في جنوب غرب أوروبا حيث احتلت الشمال الغربي من شبه جزيرة إيبيريا، أسسها الملك السويبيون هيرميريك باتفاق مع إمبراطور روماني هونوريوس الذي اعترف بمملكة السويبيون في غالايسيا عام 409 وقد تم في العاصمة الجليقية الأولى براغا (حالياً شمال البرتغال) كونها أول مملكة اعتمدت الكاثوليكية وأيضا سكت من الحديد العملة عام 449 وأيضا خضعت لسلطان مملكة القوط الغربية (711-585) ، وأصبحت جليقية جزء من ممالك المسيحية التي تحررت من المسلمين في الشمال بعد فتح الأندلس وسقوط مملكة القوط فيها.

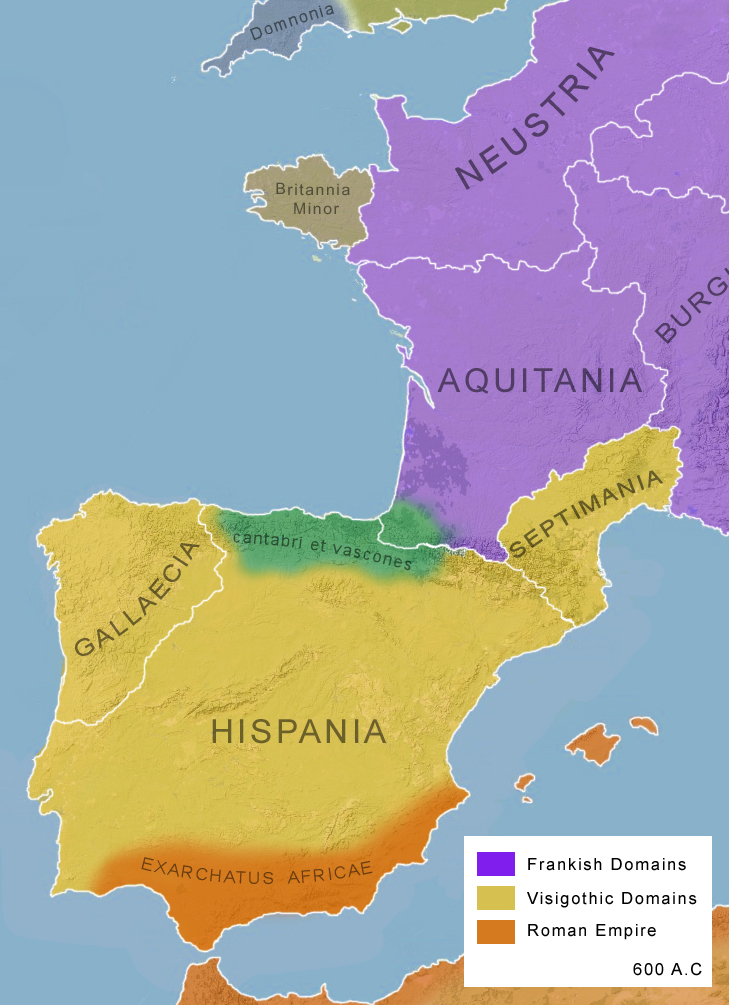
الخارطة السياسية في جنوب غرب أوروبا حوالي عام 600 م، والتي تشير إلى ثلاثة مقاطعات مختلفة تحت حكومة القوط الغربيين - هسبانيا، غالايسيا، سبتمانيا

أصبحت التبعية لمملكة أستورياس (910-718) ثم قسم ألفونسو الثالث مملكته بين أبنائه فكانت جليقية من نصيب أردونيو الثاني وليون لغارسيا ومملكة أستورياس لفرويلا الثاني ملك ليون توفي غارسيا 914 وخلفه أردونيو الذي توفي عام 924 فخلفه أخو الأصغر فرويلا الذي نقل العاصمة إلى ليون رسمياً ووحد مملكة والده ونقل التبعية جليقية وأستورياس لمملكة ليون من عام 929 وإما الانفصال الثاني تحت ولاء برمودو أردونيوث بين عامي (984-982) تمردوا نبلاء الجاليقية والبرتغال من جديد وبمساعدة من كونت قشتالة ضد ابن عمه راميرو الثالث ملك ليون، نتيجة عدم تقديم مساعدات لـ جليقية والبرتغال أثناء غزو النورمان الذي كان رأيه فيهم بسبب إطاحتهم بوالده سانشو الأول وتدبير وفاته ولكنه تم إطاحة به والتفاف نحو ملكهم برمودو الذي سمي ببرمودو الثاني ملكاً على ليون وجليقية.
استعادت جليقية استقلالها مؤقتاً بين عامي (1071-1065) بعد تقسيم ميراث فرناندو الأول ملك ليون وقشتالة على يد ابنه الأصغر غارسيا تحت مسمى غارسيا الثاني وأصبح أيضا أول ملك يستخدم لقب ملك البرتغال بعد إخماد تمرد كونت البرتغال نونو الثاني مينيديث في معركة بيدروسو وقتله ولكن هذا النصر لم يعم بسبب تأمر أخوته الكبار إليه فهزمه في معركة قرب من شنترين «سانتاريم» وطارده نحو المنفى إشبيلية وتم تقسيم مملكته بينهما، فأخذ ألفونسو كونتية البرتغال وسانشو أخذ الشمال (أي جليقية حالياً)، كان هذا الوضع غير مستقر بطبيعته، مع الأراضي سانشو المفصولة فبينهما مملكة أخيه مملكة ليون والاثنين قريبا خاض معركة التي خرج منها سانشو منتصراً، مما اضطر ألفونسو الذهاب إلى المنفى وجمع سانشو شمل كل مملكة فرديناند باستثناء مدينة مستقلة سمورة، التي تحكم من قبل أخته أوراكا. في حين تحاصر هذه المدينة في 1072 اغتيل سانشو فيها، طالب ألفونسو بمملكة أكملها ونجح تحت مسمى ألفونسو السادس، ثم عاد غارسيا من منفاه، ولم يتضح ما إذا كان طالب باستعادة مملكته أم طلب السلام من أخيه ألفونسو، ولكن ألفونسو أسرع بسجن غارسيا في دير، حيث بقي فيه حتى وفاته نحو عام 1090 م، وكما حدث في أعقاب هذه الأحداث، قبل 1088 قام ألفونسو بخلع أسقف كومبوستيلا، دييغو بيلايز،  الذي اتهم «على محاولة تقديم المملكة جليقية لملك إنجلترا ودوق النورماندي وليام الفاتح، في حين أخذها بعيدا عن ملوك الإسبان», وهذا لم يشمل مع مملكة ليون على الرغم ذلك ممالك حافظت شخصيتهم منفصل.
رجعت جليقية إلى الساحة عام 1093 كإقطاعية قدمها ألفونسو السادس ملك ليون وقشتالة لصهره ريموند من بورغندي ولكن في عام 1096 تم فصل مقاطعة البرتغال عنها واعطائها إلى صهره الأخر هنري من بورغندي مما أدى في وقت لاحق إلى استقلالها عام 1139 اعترفت بها عام 1143، في عام 1111 الملكة أوراكا فصلت جليقية عن التاج لإعطائها لابنها ألفونسو لاحقا ألفونسو السابع إمبراطور كل الإسبان وفي عام 1126 تم اللاحقها بشكل دائم بمملكة ليون
كومبوستيلا أصبحت عاصمة منذ القرن الحادي عشر بعد اكتشاف رفات يعقوب بن زبدي أحد تلاميذ يسوع المقربين له هناك أصبحت معبر للحجاج المسيح، وبعد استقلال البرتغال تم تحديد حدودها الجنوبية، وبعد وفاة ألفونسو التاسع ابنه فرناندو الثالث ملك قشتالة أصبح ملك ليون في 1230 وبذلك أصبحت تحت سيطرة تاج قشتالة.
جليقية قاومت السلطة المركزية، حيث طالب مجموعة الأشخاص بملكية جليقية من خوان من قشتالة ابن ألفونسو العاشر بمملكة جليقية وليون وإشبيلية (1296) في عهد أخو سانشو الرابع ولكنه غفر عنه في وقت للاحق، وأيضا طالب فرناندو الأول ملك البرتغال بأحقيته في جليقية من خلال المتوفي بيدرو ملك قشتالة (هو ابن عمته) (1369)، والأمير الإنجليزي جون غونت بأحقيته في جليقية من خلال زوجته كونستانس من قشتالة هي ابنة الملك بيدرو (1386) ولكن هذه الأحقية انتهت بالزواج ابنة جون كاثرين لانكاستر بوريث خوان الأول ملك قشتالة إنريكي لاحقا إنريكي الثالث ووالدة خوان الثاني ملك قشتالة وأيضا جدة إنريكي الرابع وإيزابيلا الأولى، دارت جليقية دخل تاج قشتالة (1715-1490) ثم لولي عهد إسبانيا (1833-1715) ثم من قبل مجلس العسكري أو كورتيس جليقية الذي أعلن حُراً وقت الحروب النابليونية ولكنه تم حلها من قبل الملكة ماريا كريستينا دي بوربون وتقسيم إسبانيا إلى عدة محافظات تدعم الحكومة المركزية وبهكذا انتهت مملكة جليقية التي دام حضورها حوالى 13 قرناً و1425 سنة.
وفقاً لدستور الإسباني الحالي من المادة الثانية من الدستور تعترف بحقوق «المناطق والقوميات» في بالحكم الذاتي وتعلن «وحدة لا انفصام للأمة الإسبانية» 
, بالتالي هي احدى المناطق السبع العشرة التي تشكل إسبانيا حالياً تحت مسمى منطقة جليقية ذاتية الحكم فتنقسم إلى أربعة مقاطعات و315 بلدية عاصمتها سانتياغو دي كومبوستيلا ومن أكبر مدنها فيغو ولاكورونيا.

## مملكة السويبيين (409 - 585)
استمرت مملكة غاليسيا السويبية المستقلة منذ عام 409 حتى عام 585، وبقيت مستقرة نسبيًا معظم تلك المدة.

### القرن الخامس

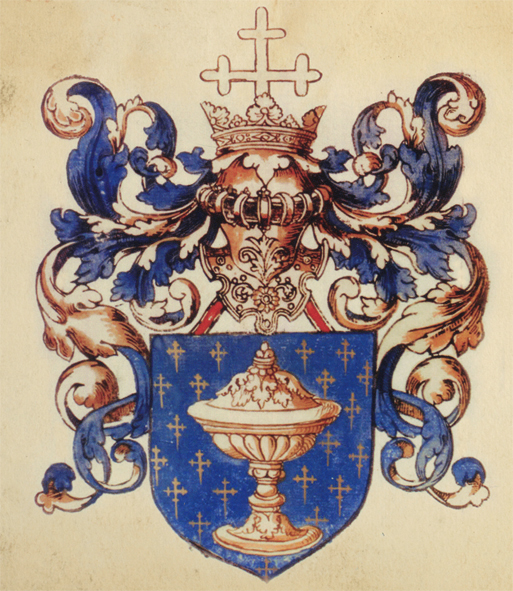
شعار جليقية من عام 1560 محفوظ في مكتبة فرنسا الوطنية

في عام 409 قسمت غالايسيا بين شعبين جرمانيين، الواندال الهاسدينغيين، الذين استقروا في الأراضي الشرقية، والسويبيين، الذين استوطنوا في المناطق الساحلية. ومثل معظم الغزوات الجرمانية، يقدر أن عدد السويبيين الأصليين منخفض نسبيًا، وعمومًا أقل من 100 ألف، غالبًا نحو 30 ألف شخص. استقروا بشكل رئيسي في المناطق المحيطة بشمال البرتغال الحديث وغاليسيا الغربية، في مدينتي براغا (براكارا أوغستا) وبورتو، ولاحقًا في لوغو (لوكوس أوغستا) وأسترقة (أستوريكا أوغستا). ويُعتقد أن وادي نهر ليميا (أو ليما) كان له النصيب الأكبر بعدد المستوطنين الجرمانيين، وأصبحت براكارا أوغستا - مدينة براغا الحديثة - عاصمة السويبيين، مثل ما كانت في السابق عاصمة غاليسيا.
في عام 419 اندلعت حرب بين ملك الواندال غونديريك وهرميريكوس السويبي. بعد حصار بجانب جبال نيرفاسيان، حصل السويبيون على مساعدة رومانية، ما أجبر الواندال على الفرار إلى بايتيكا. في غياب المنافسين، بدأ السويبيون فترة من التوسع، بدايةً داخل غالايسيا، وبعد ذلك توسعوا إلى المقاطعات الرومانية الأخرى. وفي عام 438، أبرم هرميريكوس معاهدة سلام مع شعب غالايسيا الأصلي ذي الثقافة الرومانية جزئيًا.
قاد المرض هرميريكوس إلى التنازل عن العرش لصالح ابنه ريكيلا، الذي نقل قواته إلى الجنوب والشرق، وغزا ماردة وإشبيلية، عاصمتي المقاطعتين الرومانيتين لوسيتانيا وبايتيكا. وفي عام 448 توفي ريكيلا، تاركًا الدولة المتوسعة لابنه ريكيار، الذي أصبح في عام 449 واحدًا من أول الملوك الجرمانيين الذين اعتنقوا الكاثوليكية في أوروبا ما بعد الرومانية. تزوج ريكيار من أميرة القوط الغربيين، وكان أيضًا أول ملك جرماني يسك العملات المعدنية في الأراضي الرومانية القديمة. قاد ريكيار المزيد من حملات التوسع إلى الشرق، عبر مقاطعة تاراكونيس، التي كانت ما تزال تحت سيطرة روما. أرسل الإمبراطور الروماني أفيتوس جيشًا كبيرًا من الفيوديراتي، تحت قيادة ملك القوط الغربيين ثيودريك الثاني، الذين هزموا جيش السويبيين على نهر أوربيغو، بالقرب من أسترقة الحالية. هرب ريكيار، ولكنه لوحق وأسر، ثم أعدم عام 457.
عقب مقتل ريكيار، ظهر العديد من المرشحين للعرش، وتجمعوا في النهاية ضمن تحالفين. وكان نهر مينيوس (نهر مينهو حاليًا) هو الفاصل بين المجموعتين، ربما نتيجة لتوزع قبيلتي كوادي وماركوماني المحليتين، اللتين شكلتا الأمة السويبية في شبه الجزيرة الأيبيرية. احتل السويبيون في الشمال لوغو، وجعلوا من تلك المدينة عاصمة مشتركة لهم، وبينما توسع السويبيون في الجنوب إلى لشبونة وكونمبريغا، فهاجموهما، ثم هجرتا بعد نفي السكان الرومان. وبحلول عام 465، أصبح ريمسموند الملك الوحيد للسويبيين باعتراف شعبه، وقد أسس لسياسة صداقة مع القوط وشجع شعبه على اعتناق الآريوسية.

### القرن السادس

شعار منطقة جليقية حالياً

بعد فترة من الإبهام، بسبب قلة المعلومات المتبقية حول تاريخ هذه المنطقة، أو تاريخ أوروبا الغربية بشكل عام، عادت مملكة السويبيين للظهور في السياسة والتاريخ الأوروبيين خلال النصف الثاني من القرن السادس. وذلك بعد وصول القديس مارتين من براغا، وهو راهب بانوني مكرس لجعل السويبيين يعتنقون المسيحية النيقية، وبالتالي التحالف مع القوى الإقليمية المسيحية النيقية الأخرى، الفرنجة والإمبراطورية الرومانية الشرقية.
في عهد الملك أريامير، الذي دعا إلى مجلس براغا الأول، كان تحول السويبيين إلى المسيحية النيقية واضحًا؛ في حين أدان هذا المجلس نفسه البريسيلية، فإنه لم يتخذ نفس الموقف إزاء الآريوسية. في وقت لاحق، أمر الملك ثيودمار بتقسيم إداري وكنسي لمملكته، مع إنشاء أبرشيات جديدة وترقية مدينة لوغو، التي تحتوي مجتمعًا كبيرًا من السويبيين، إلى مستوى المطرانية، كما براغا.
دعا ابن ثيودمار وخليفته الملك ميرو إلى المجلس الثاني لبراغا، الذي حضره جميع أساقفة المملكة، من الأسقفية البريطونية في خليج بسكاي، إلى أسترقة في الشرق، وكويمبرا وإيدانا في الجنوب. استخدم خمسة من الأساقفة الحاضرين الأسماء الجرمانية، ما يدل على اندماج المجتمعات المختلفة في البلاد. وعزز الملك ميرو التنافس مع القوط الغربيين الآريوسيين الذين كانوا يعيدون بناء مملكتهم المجزأة تحت قيادة الملك ليوفيجلد، وحكم القوط الشرقيون معظم تلك المملكة منذ بداية القرن السادس، وبعد هزيمة وطرد أكيتينا من قبل الفرنجة. بعد الاشتباك في الأراضي الحدودية، اتفق ميرو وليوفيجلد على سلام مؤقت.
حافظ السويبيون على استقلالهم حتى عام 585، عندما غزا ليوفيجلد مملكتهم، بحجة الصراع على وراثة العرش، وهزمهم أخيرًا. صمد أوديكا، آخر ملوك السويبيين، الذي خلع صهره إبوريك، لمدة عام قبل أن يقبض عليه في 585. وفي نفس العام تمرد رجل نبيل اسمه مالاريك ضد القوط، لكنه هُزم.
مثل اللغة القوطية الغربية، لا توجد سوى آثار بسيطة عن لغة السويبيين، إذ أنهم تبنوا اللغة اللاتينية العامية المحلية بسرعة. ويعتقد أن بعض الكلمات الجليقية والبرتغالية الحديثة ذات أصل سويبي مثل laverca (طائر القبرة)، وmeixengra أو mejengra (طائر القرقف)، وlobio (نبات المدادة)، وescá (مقياس، سابقًا «كأس»)، وgroba (الإفجيج «وادٍ صغير»)، وغيرها من الكلمات. وكانت أسماء الأماكن وأصول الكلمات من أهم المساهمات التي قدموها.
كان تأريخ السويبيين وجليقية بشكل عام، مهمشًا في الثقافة الإسبانية لفترة طويلة، وكتب أول تاريخ متصل للسويبيين في جليقية من قبل عالم ألماني.

## معرض صور

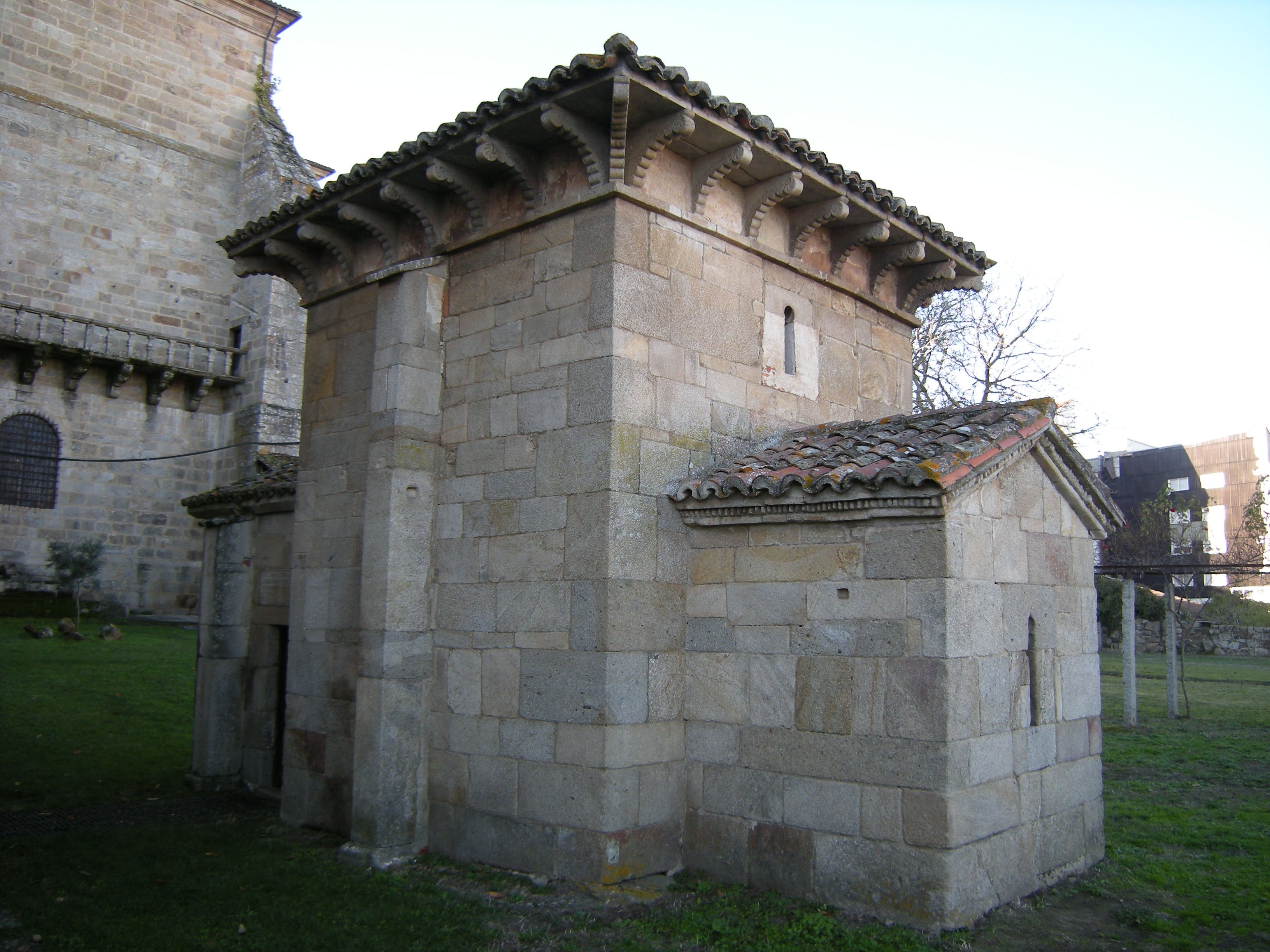
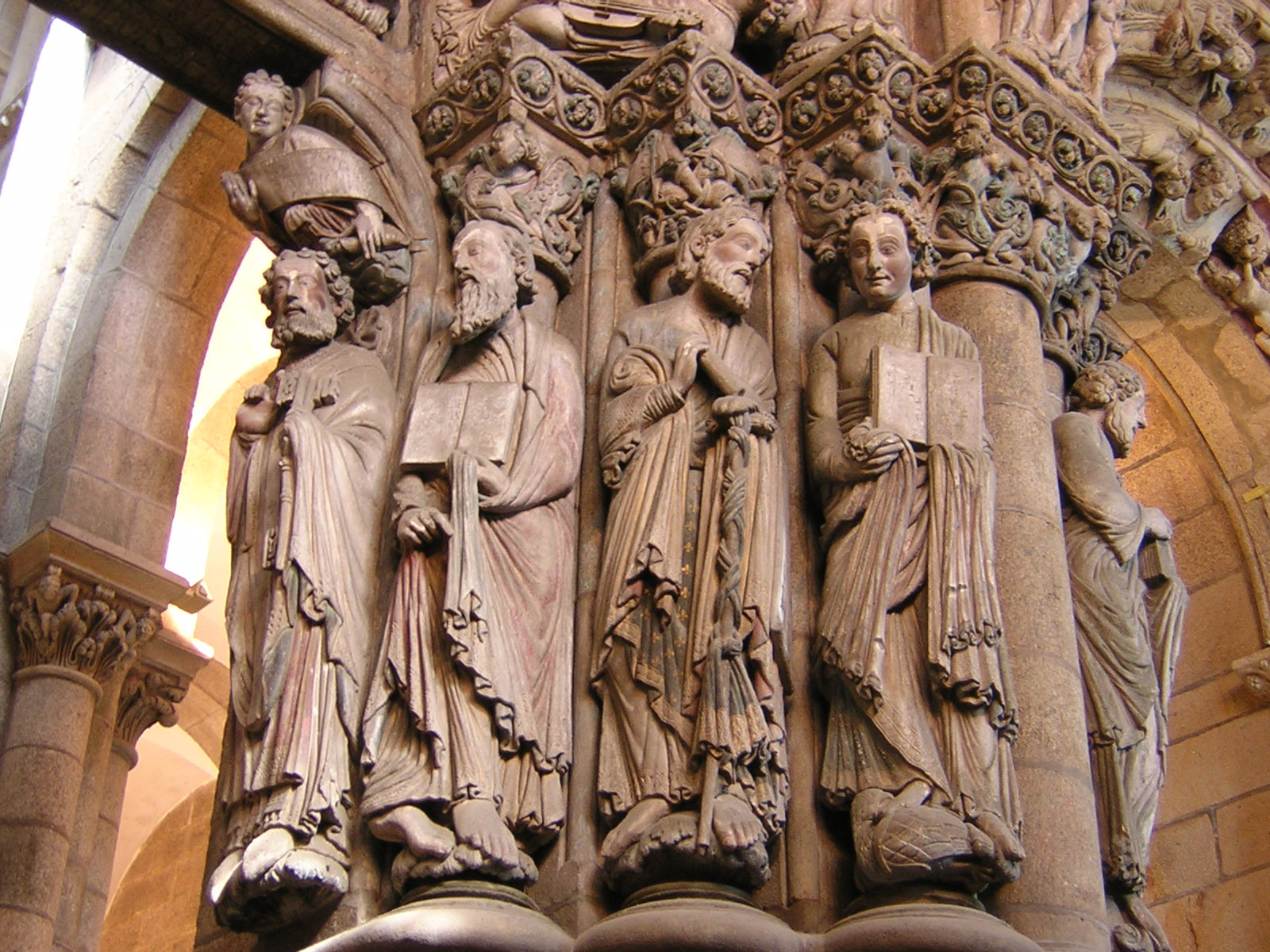
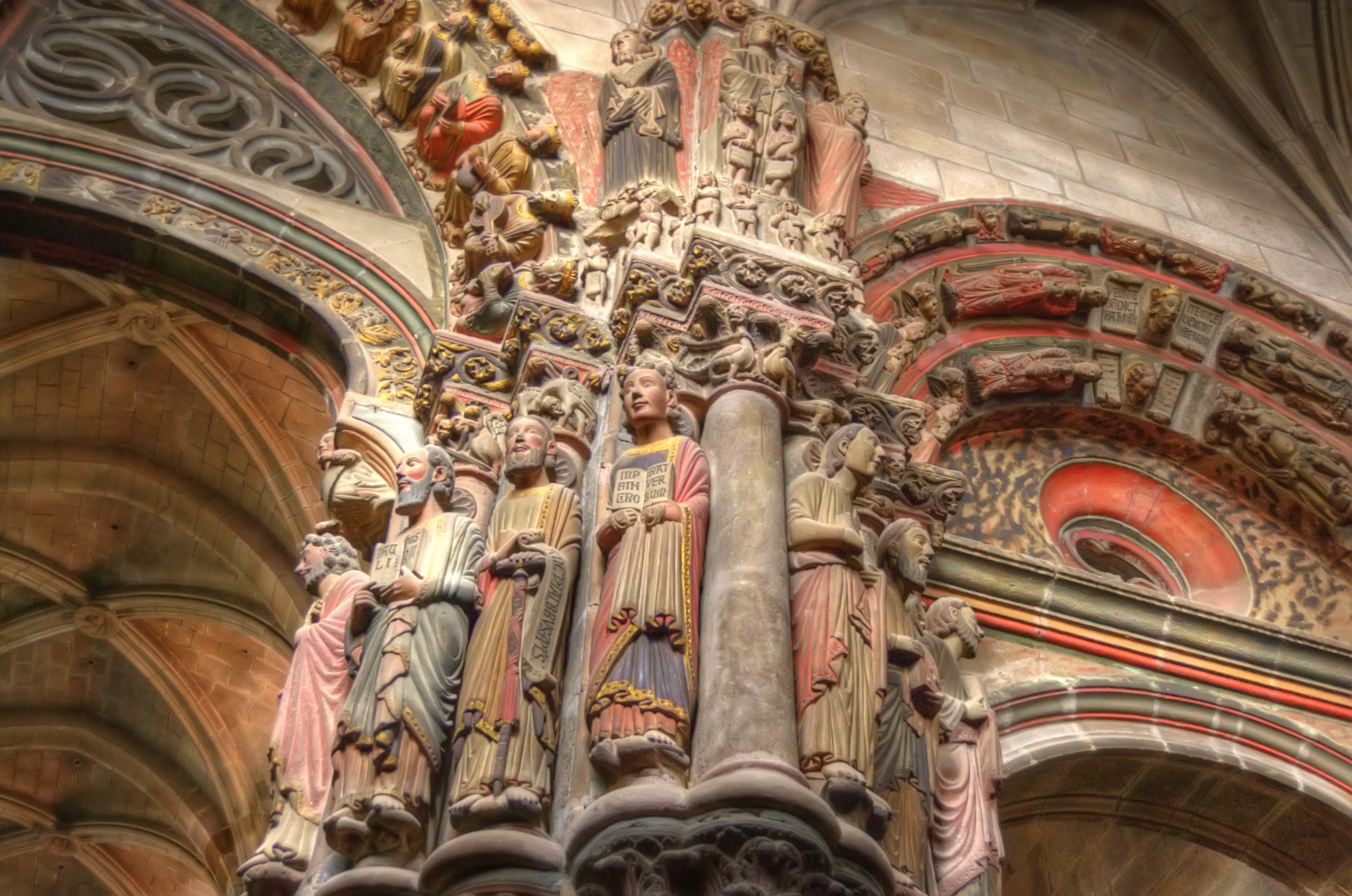
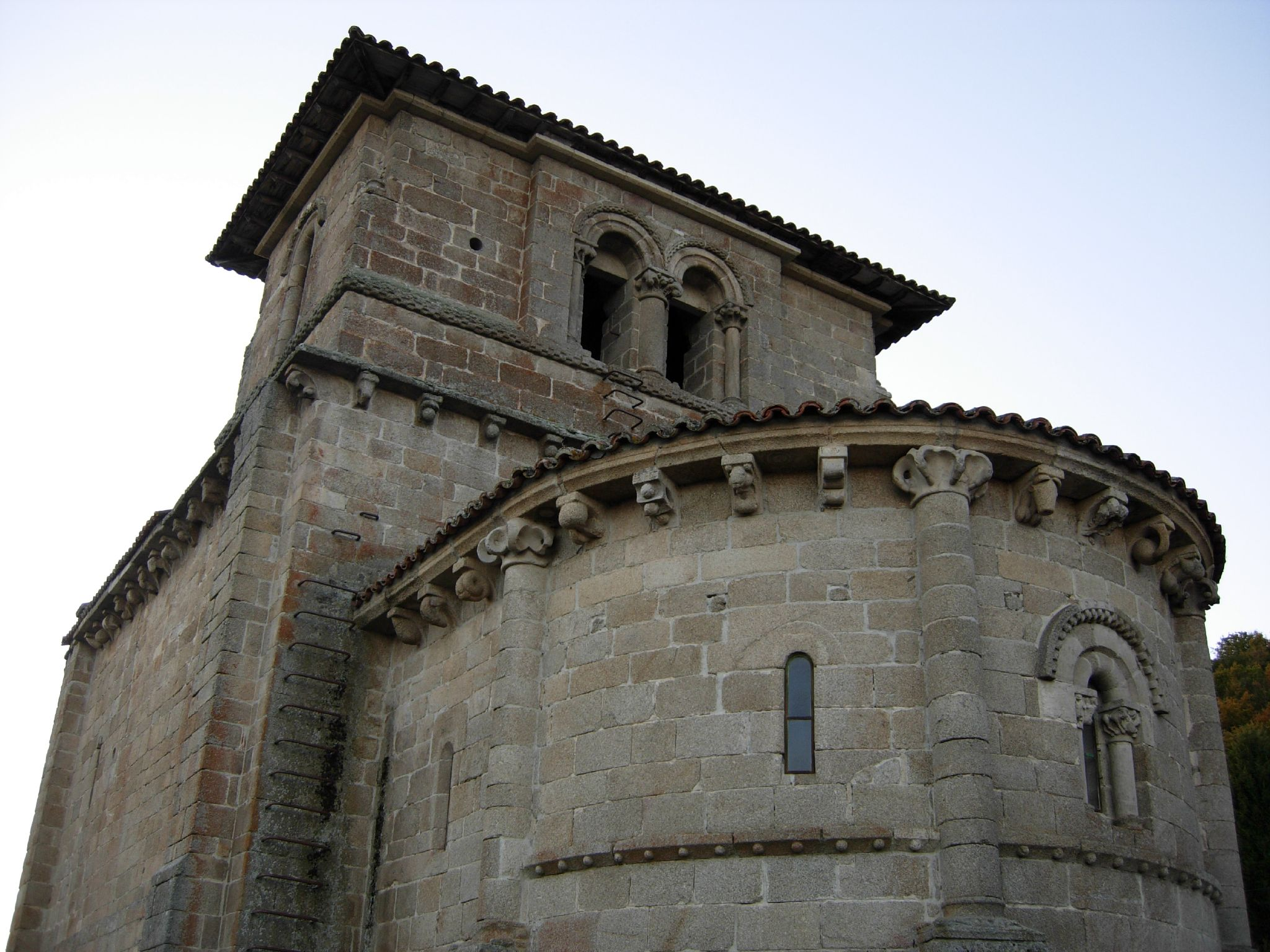